# Ignosticizem
Ignosticizem ali igteizem je posebna smer agnosticizma, po mnenju Sherwina Wine-a, rabina in začetnika humanističnega judaizma, ki je leta 1960 prvi uporabil pojem ignosticizem, oziroma, po mnenju sekularnega humanista Paula Kurtza, ki je leta 1992 prvi uporabil pojem igteizem, pogled po katerem ostali pogledi na obstoj boga ne upoštevajo dovolj, da je potrebna smiselna definicija preden lahko smiselno razpravljamo o obstoju ali neobstoju nečesa.
Nekateri filozofi vidijo ignosticizem kot eno izmed oblik ateizma ali agnosticizma, medtem, ko drugi menijo, da gre za ločen pogled, saj ignostiki trdijo, da je nemogoče imenovati se za teista, ateista ali agnostika, ker ni izpolnjen prvi pogoj za razpravo, smiselna definicija samega pojma bog. 
Za razliko od apateizma, za katerega vprašanje o obstoju boga nima (praktičnega) pomena, pa za ignosticizem ni izpolnjen pogoj za smiselno razpravo o tem. 